# Centaurea pseudosinaica
Centaurea pseudosinaica — вид квіткових рослин родини айстрових (Asteraceae). Ареал: Ірак, Іран, Саудівська Аравія, Кувейт, Об'єднані Арабські Емірати, Оман, Ємен.